# Övre Svartlidtjärnen
Övre Svartlidtjärnen är en sjö i Piteå kommun i Norrbotten och ingår i Rokåns huvudavrinningsområde.